# Phorticus viduus
Phorticus viduus är en insektsart som beskrevs av Carl Stål 1860. Phorticus viduus ingår i släktet Phorticus och familjen fältrovskinnbaggar. Inga underarter finns listade i Catalogue of Life.